# Sprawa do załatwienia
Sprawa do załatwienia – polski film komediowy z 1953 roku, w reżyserii Jana Rybkowskiego i Jana Fethke.

## Opis fabuły
Zainspirowana jednym z programów rewiowego teatru „Syrena” komedia satyryczna o codziennych bolączkach warszawian, wymierzona przeciwko spekulantom, bumelantom i biurokratom, łączy przedwojenny urok i satyryczny humor z elementami poetyki realizmu socjalistycznego.
Dziennikarz telewizyjny Stefan Wiśniewski przyjeżdża do prowincjonalnej fabryki obuwia, aby tam nakręcić reportaż o przodownicy pracy, Zosi Lipińskiej. Przy okazji obiecuje jej pomóc w załatwieniu pianina dla zespołu świetlicowego. Kiedy jednak Zosia przyjeżdża do stolicy po instrument, okazuje się, że Stefan zapomniał o złożonej wcześniej obietnicy. Chcąc się zrehabilitować, natychmiast przystępuje do działania, ale oboje natrafiają na liczne przeszkody. W staraniach przeszkadza im opryskliwy taksówkarz, gburowaty kelner, referent-biurokrata, chuligański kibic, kumoterski ekspedient. Wszystko jednak kończy się pomyślnie – zespół otrzymuje pianino, a między młodymi rodzi się uczucie.
W filmie tym Adolf Dymsza wystąpił w dziewięciu rolach – pasażera wagonu sypialnego, szofera taksówki, gaduły w budce telefonicznej, prelegenta, kelnera, referenta, sprzedawcy, bikiniarza i boksera” (role wymienione wg kolejności pojawiania się w filmie).

## Obsada aktorska[1]
- Gizela Piotrowska – Zofia Lipińska
- Bogdan Niewinowski – Stefan Wiśniewski
- Adolf Dymsza – pasażer wagonu sypialnego/szofer taksówki/prelegent/kelner Władysław/referent Banasiński/sprzedawca/bikiniarz/bokser Fronczak
- Hanka Bielicka – handlarka, pasażerka wagonu sypialnego
- Irena Brodzińska – pieśniarka
- Edward Dziewoński – dyrektor w fabryce fortepianów
- Wacław Jankowski – uprzejmy kelner
- Zofia Jamry – kobieta bikiniarza na meczu bokserskim
- Irena Kwiatkowska – pasażerka wagonu sypialnego
- Józef Kondrat – buchalter, pasażer wagonu sypialnego
- Jan Kurnakowicz – technik dźwięku w telewizji
- Antoni Kolczyński – bokser Jóźwiak
- Stanisław Łapiński – prezes w restauracji
- Kazimierz Opaliński – dyrektor, pasażer wagonu sypialnego
- Lech Ordon – Jerzy, kierownik świetlicy zakładowej
- Jerzy Pietraszkiewicz – pieśniarz
- Adam Kwiatkowski

## Ekipa
- Reżyseria – Jan Rybkowski, Jan Fethke
- Asystent reżysera – Kazimierz Sheybal, Stanisław Daniel, Maria Olejniczak
- Scenariusz – Stefania Grodzieńska, Zdzisław Gozdawa, Wacław Stępień
- Dialogi – Stefania Grodzieńska, Zdzisław Gozdawa, Wacław Stępień
- Scenopis – Bronisław Brok, Jan Fethke
- Komentarz – Stefania Grodzieńska, Zdzisław Gozdawa, Wacław Stępień
- Lektor – Andrzej Łapicki
- Zdjęcia – Adolf Forbert
- Operator kamery – Bogusław Lambach, Tadeusz Korecki
- Asystent operatora obrazu – Jan Janczewski, Tadeusz Jakuczyn
- Oświetlenie – Tadeusz Zając
- Scenografia – Anatol Radzinowicz
- Współpraca scenograficzna – Wojciech Krysztofiak, Józef Galewski
- Muzyka – Zygmunt Wiehler
- Choreografia – Feliks Parnell
- Taniec – Barbara Bittnerówna, Feliks Parnell
- Dźwięk – Józef Koprowicz
- Asystent operatora dźwięku – Adam Okapiec, J Aleksandrzak
- Montaż – Czesław Raniszewski
- Współpraca montażowa – Jerzy Pękalski, Anna Rubińska
- Charakteryzacja – Irena Kosecka
- Współpraca charakteryzatorska – Irmina Kasztelan, Halina Turant
- Fotosy – Franciszek Kądziołka
- Konsultacje: Feliks Stamm – boks, Jerzy Kondracki – kostiumy, Lesław Kędzierski – telewizja
- Kierownictwo produkcji – Zygmunt Szyndler
- Asystent kierownika produkcji – Henryk Szlachet, Michał Grynblat, Tadeusz Słaby, Zbigniew Ronert
- Sekretariat planu – Maria Starzeńska